# 欧特福尔
欧特福尔（法語：Hautefort，法語發音：[otfɔʁ]）是法国多尔多涅省的一个市镇，位于该省东部偏北，属于佩里格区。

## 地理
欧特福尔（45°15'35"N, 1°8'53"E）面积25.68 平方千米，位于法国新阿基坦大区多爾多涅省，该省份为法国西南部内陆省份，是法國本土面积第三大的省，大致对应佩里戈尔地区，北起顺时针与夏朗德省、上维埃纳省、科雷兹省、洛特省、洛特-加龙省、吉倫特省和滨海夏朗德省接壤。
与欧特福尔接壤的市镇（或旧市镇、城区）包括：布瓦瑟伊、纳亚克、唐普勒拉吉永、巴德福勒当斯、谢尔韦-屈巴、格朗日当斯、图尔图瓦拉克、圣奥尔斯。

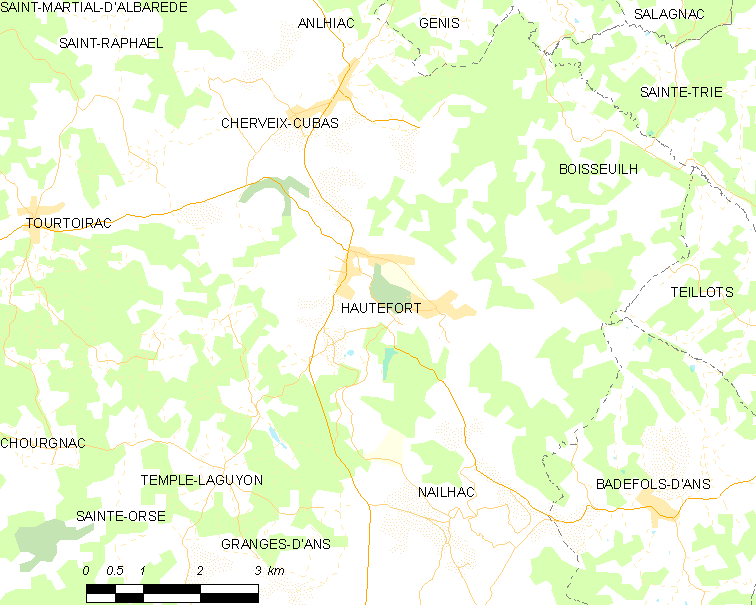
欧特福尔的OSM定位图

欧特福尔的时区为UTC+01:00、UTC+02:00（夏令时）。

## 行政
欧特福尔的邮政编码为24390，INSEE市镇编码为24210。

## 政治
欧特福尔所属的省级选区为上黑色佩里戈尔县。

## 人口

1962-2008年间欧特福尔人口变化图示

欧特福尔于2022年1月1日时的人口数量为814人。